# ترانسنر
ترانسنر (انگلیسی: Transener) شرکت برق آرژانتینی است، که در سال ۱۹۹۳ تأسیس شد.